# Cmentarz żydowski w Ożarowie
Cmentarz żydowski w Ożarowie – cmentarz żydowski w Ożarowie, założony na przełomie XVI i XVII wieku, znajduje się we wschodniej części Ożarowa, w sąsiedztwie cmentarza katolickiego. Ma powierzchnię 0,95 ha.

## Historia
Podczas II wojny światowej cmentarz był systematycznie dewastowany przez okupantów, a macew używano m.in. do utwardzania dróg. Po zakończeniu wojny macewy nadał były używane do budowy dróg i murów.
Ocalało około 100 macew oraz wiele fragmentów nagrobków, były to w większości macewy pochodzące z XIX wieku. Przy murze cmentarnym zachowały się także fundamenty domu przedpogrzebowego, a w centarlnej części cmentarza ohelu. W 1964 roku fragmenty terenu cmentarza zaadaptowano na park miejski.
Od 2002 roku na terenie nekropolii znajduje się też pomnik ku czci ofiar Zagłady Żydów. W 2001 roku rozpoczęły się prace restauracyjne, a w roku 2011 odbudowano istniejący wcześniej ohel cadyka Arie Jehudy Lejbusza.

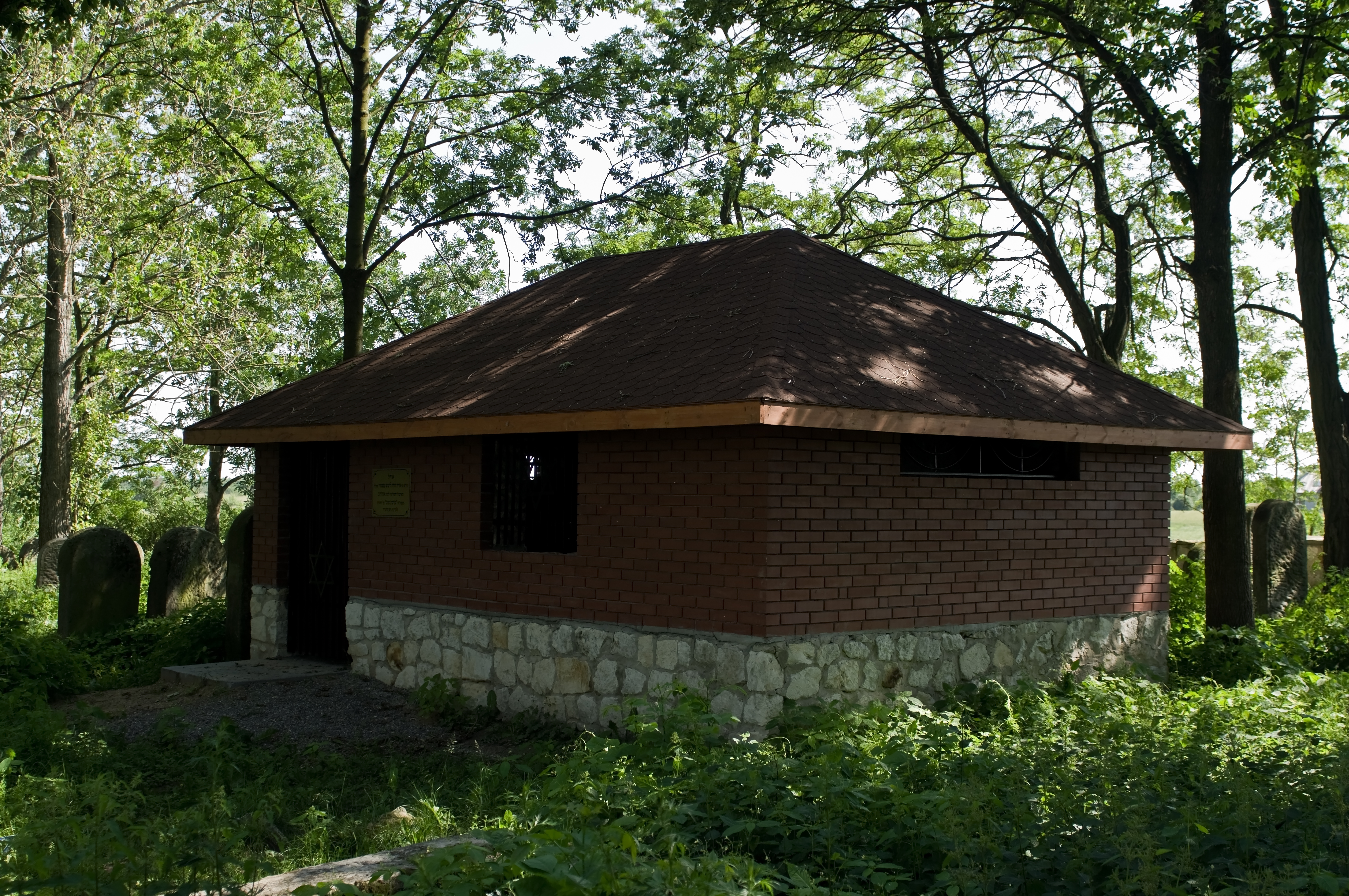
Odbudowany ohel
na cmentarzu żydowskim w Ożarowie

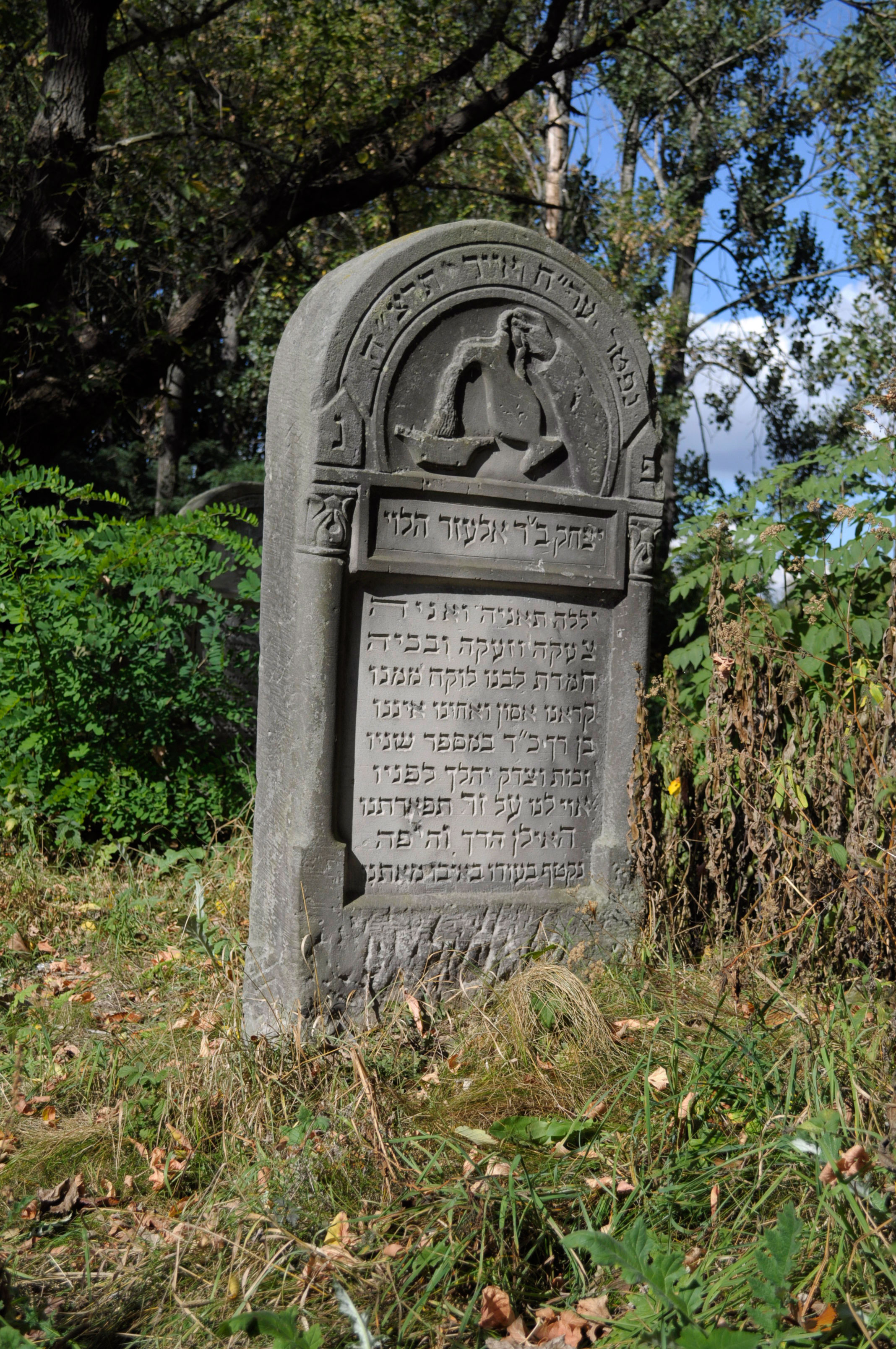
Macewa